# Strassburg, Kärnten

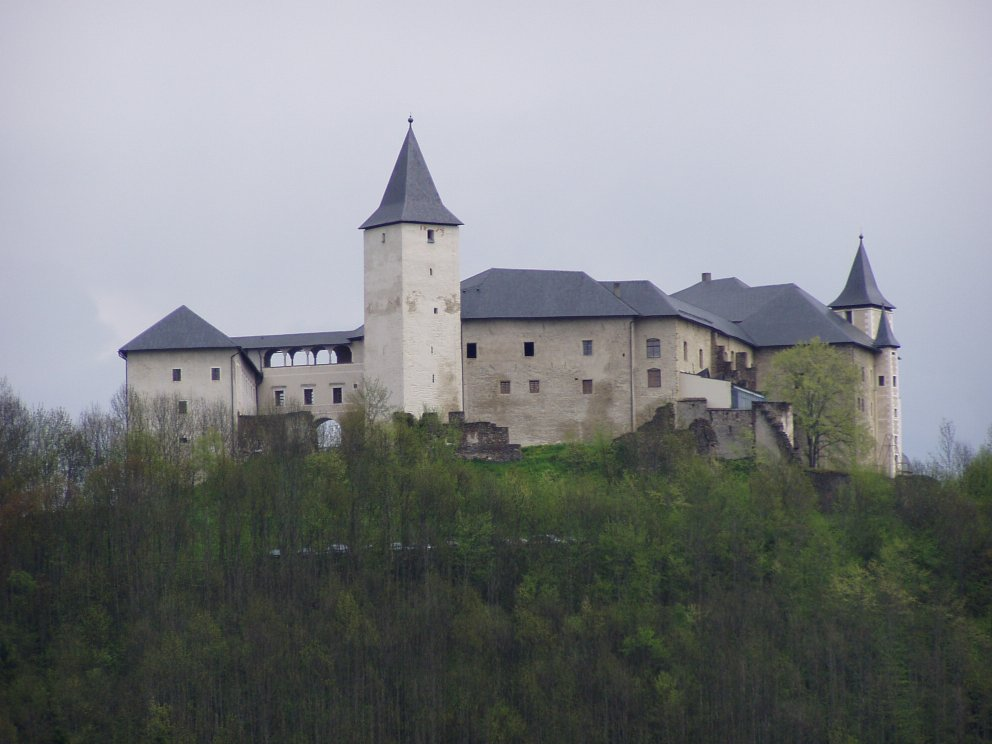
Slottet Strassburg.

Strassburg (tyska: Straßburg) är en stadskommun i det österrikiska förbundslandet Kärnten. Staden är belägen i nordöstra Kärnten vid floden Gurk. 

## Historia
Strassburg omnämndes för första gången i ett gåvobrev år 864. Borgen Strassburg byggdes på 1140-talet av biskopen i Gurk. Den byggdes om till slott på 1400-talet och tjänade som residens för biskoparna av Gurk fram till 1700-talet. Som stiftets residensstad utvecklades Strassburg till den viktigaste orten i Gurkdalen och upphöjdes till stad kring 1380. När biskoparna av Gurk flyttade sitt residens först till slottet Pöckstein i Zwischenwässern och sedan till Klagenfurt förlorade staden sin betydelse.

## Kultur och sevärdheter
- Gamla staden med torget
- Slottet Strassburg, idag kulturcentrum som inhyser två museer: jagdmuseet och etnografiska museet
- Slottet Pöckstein
- Stadskyrkan Sankt Nikolaus, en gotisk kyrka med barocka inventarier
- Kyrkan Sankt Margaretha i Lieding, en i sin kärna romansk kyrka med kor och torn från 1300-talet

## Orter
Kommunen består av 50 orter (Ortschaften) (inom parentes invånarantal 1 januari 2024):

- Bachl (8)
- Buldorf (0)
- Dielach (7)
- Dobersberg (18)
- Drahtzug (5)
- Edling (6)
- Gassarest (5)
- Glabötsch (11)
- Gruschitz (14)
- Gundersdorf (30)
- Hackl (21)
- Hausdorf (22)
- Herd (19)
- Hohenfeld (14)
- Höllein (4)
- Kraßnitz (13)
- Kreuth (12)
- Kreuzen (12)
- Kulmitzen (0)
- Langwiesen (33)
- Lees (8)
- Lieding (5)
- Machuli (48)
- Mannsdorf (14)
- Mellach (66)
- Mitterdorf (16)
- Moschitz (11)
- Olschnitz (19)
- Olschnitz-Lind (14)
- Olschnögg (20)
- Pabenberg (0)
- Pöckstein-Zwischenwässern (43)
- Pölling (18)
- Ratschach (8)
- Schattseite (20)
- Schmaritzen (15)
- Schneßnitz (26)
- St. Georgen (50)
- St. Jakob (7)
- St. Johann (35)
- St. Magdalen (9)
- St. Peter (23)
- Straßburg-Stadt (1 160)
- Unteraich (15)
- Unterfarcha (10)
- Unterrain (3)
- Wildbach (28)
- Wilpling (8)
- Winklern (25)

## Kommunikationer
Strassburg ligger vid riksvägen B93 (Feldkirchen – Friesach).

## Kända personer födda i Strassburg
- Sepp Krassnitzer, artistnamn Robinson (Waterloo & Robinson), musiker

## Vänorter
- Strasburg, Tyskland
- Treppo Grande, Italien